# Karin Israelsson
Karin Birgitta Israelsson, född Lindgren 27 oktober 1941 i Själevads församling i Västernorrlands län, död 25 april 2013 i Sorsele, var en svensk distriktssköterska från Gargnäs och politiker (centerpartist), som var riksdagsledamot för Västerbottens läns valkrets 1979–1994 och 1996–1998, och därefter kommunpolitiker i Sorsele kommun.